# 岩波ホール
岩波ホール（いわなみホール）は、東京都千代田区神田神保町二丁目の岩波神保町ビル内にあった映画館。
ミニシアターの草分け的な存在とされる。定員は192席（当初は232席）。総支配人は岩波書店の社長を務めた岩波雄二郎の義妹で映画運動家の高野悦子、支配人は高野悦子の姪（雄二郎の娘）の岩波律子であった。
エキプ・ド・シネマ運動（後述）により、大手配給会社が扱わない数々の名作・話題作を発掘して日本に紹介し続けたが、新型コロナウイルス感染症の影響により経営環境が急激に悪化したため、2022年7月29日を以て閉館した。最後の上映作品はヴェルナー・ヘルツォーク監督の『歩いて見た世界 ブルース・チャトウィンの足跡』。

## 特色
開館当時は多目的ホールとして利用されていた。1960年代にはテレビ放送の発達に伴って日本映画産業が衰退し、映画の上映本数が減少した。
東宝東和の川喜多かしこは、欧米など先進国と日本の映画文化の差に危機感を持ち、岩波ホールの総支配人である高野悦子の賛同を得て、文化的に質の高い映画を上映する映画館となった。
1985年（昭和60年）、東京国際映画祭の国際女性映画祭運営に総支配人の高野が加わったこともあり、後述のエキプ・ド・シネマの流れとは別に女性映画監督の作品も積極的に取り上げた。高野は国際女性映画祭が終了する2012年（平成24年）まで映画祭に関与している。
「日本で初めて各回完全入れ替え制定員制を実施」「会員制度を有する」「外国映画の場合は日本語字幕の読めない未就学児の入場を実質的に断わる」などの特徴があった。
興行収入のトップ5は『宋家の三姉妹』『山の郵便配達』『八月の鯨』『眠る男』『父と暮せば』である。

## 歴史

### 開館
岩波雄二郎が岩波書店の社長を務めていた際、1967年（昭和42年）には岩波書店とはまったく別に岩波神保町ビルを建設した。その際に、東京都千代田区から「将来、東京の地下鉄が3本も通り、神保町という良い場所にあり、文化施設を作って欲しい」という要望があった。さらに、岩波雄二郎の父親であり岩波書店創業者の岩波茂雄は芝居好きであり、山本安英に対して「劇場を作ってあげる」との約束をしていたが、太平洋戦争で実現できていなかったことも岩波ホール設立の経緯である。
1968年（昭和43年）2月9日、芸術性の高い文化活動の為の多目的ホールとして、岩波雄二郎によって岩波ホールが開館した。大内兵衛、野上弥生子、山本安英、近藤乾三が祝辞を述べている。

### 開館後

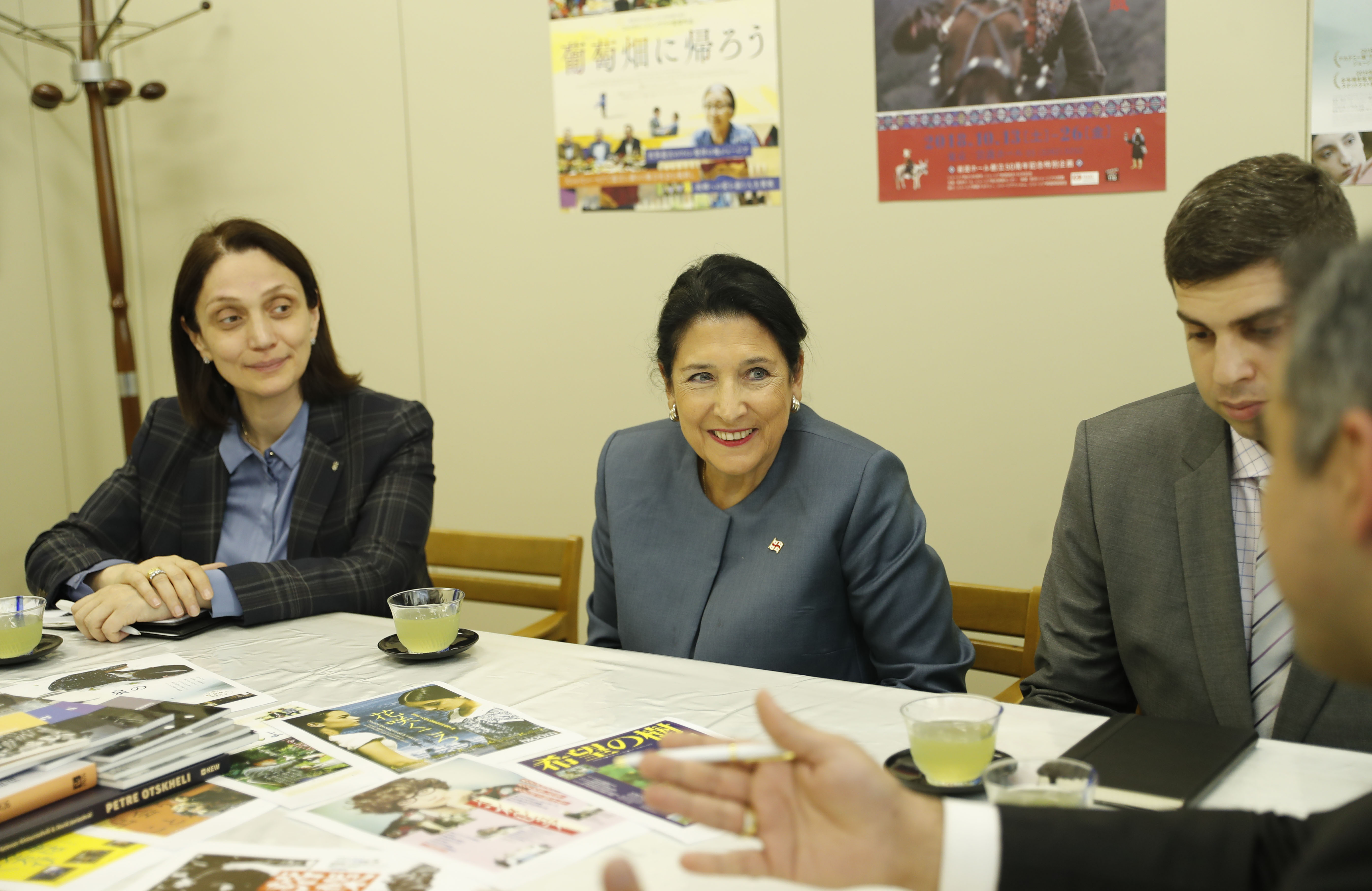
2019年に訪れたジョージアのズラビシュヴィリ大統領

1974年（昭和49年）2月12日にはエキプ・ド・シネマ運動が開始され、これ以後は主に映画館として利用されている。1976年（昭和51年）、日本映画ペンクラブ賞を受賞した。1980年（昭和55年）にはパウロ・ローシャ監督の『青い年』と『新しい人生』を上映したが、これらは日本で初めて公開されたポルトガル映画だった。
2013年（平成25年）2月9日には総支配人の高野悦子が死去したが、死去後も高野が総支配人という肩書きのままだった。2018年（平成30年）2月9日、創立50周年を迎えた。同年7月27日には第36回（2018年度）川喜多賞を受賞した。
2019年（令和元年）にジョージア映画祭が開催された際には、ジョージアのサロメ・ズラビシュヴィリ大統領がティムラズ・レジャバ駐日ジョージア大使とともに岩波ホールを訪れた 。同年3月、設立60周年を迎える日本映画ペンクラブより、60周年記念特別賞が贈られた
2021年（令和3年）2月、ホール内の耐震性の強化、スクリーンと照明の新調などの改装工事を行った。

### 閉館
2022年（令和4年）1月には、新型コロナウイルス感染症の影響による経営悪化が理由で同年7月29日をもって閉館することが発表された。最終日の7月29日は早朝から切符売場に行列ができるほどの盛況で、午後7時の最終上映の前には支配人の岩波律子自ら舞台挨拶に立った。上映後には満席の会場から大きな拍手が起こった。
閉館時点で活用方法は未定であるが、ホールは当面そのまま残すとしている。また、これまでのパンフレット、ポスター、岩波ホール広報誌『友』などの資料は、国立映画アーカイブ図書室、このほか東京や地方の図書室や資料館に収蔵される。
2023年3月、支配人を務めた岩波律子と劇場スタッフに対し、日本映画ペンクラブ賞が贈られた。

## エキプ・ド・シネマ
エキプ・ド・シネマとは、フランス語で映画の仲間の意味である。発足当時には商業ベースにはなりづらいと考えられている名作を上映することを目的としており、以下の4つの目標を掲げている。
- 日本では上映されることの少ない、アジア・アフリカ・中南米など欧米以外の国々の名作の紹介[注釈 1]。
- 欧米の映画であっても、大手興行会社が取り上げない名作の上映。
- 映画史上の名作であっても、何らかの理由で日本で上映されなかったもの。またカットされ不完全なかたちで上映されたもの。
- 日本映画の名作を世に出す手伝い。

1974年（昭和49年）2月のエキプ・ド・シネマ第1回上映作品は、1959年（昭和34年）のインドのサタジット・レイ監督作品『大樹のうた』である。この作品を上映するために「エキプ・ド・シネマ」が作られた。1974年の発足から2022年（令和4年）7月29日の閉館まで、エキプ・ド・シネマで上映された作品は、66の国と地域の計274作品にのぼる。

## 代表的な上映作品
- 大樹のうた（1974年）
- 大いなる幻影（1976年）
- 惑星ソラリス（1977年）
- 家族の肖像（1978年）
- だれのものでもないチェレ（1979年）
- 木靴の樹（1979年）
- 旅芸人の記録（1979年）
- ルードヴィヒ（1980年）
- 大理石の男（1980年）
- 山猫（1981年）
- ゲームの規則（1982年）
- ファニーとアレクサンデル（1985年）
- 芙蓉鎮（1988年）
- TOMORROW 明日（1988年）
- 八月の鯨（1988年）ロングラン
- 三人姉妹（1989年）
- 森の中の淑女たち（1993年）
- 林檎の木（1994年）

- 苺とチョコレート（1994年）
- 青空がぼくの家（1995年）
- 眠る男（1996年）
- フィオナの海（1996年）
- ダロウェイ夫人（1998年）
- 宋家の三姉妹（1998年）ロングラン
- パン・タデウシュ物語 （2000年）
- 山の郵便配達（2001年）
- おばあちゃんの家（2003年）
- 氷海の伝説（2003年）
- 美しい夏キリシマ（2003年）
- 父と暮せば（2004年）
- 亀も空を飛ぶ（2005年）
- 輝ける青春（2005年）
- サラエボの花（2007年）
- カティンの森（2009年）
- 木洩れ日の家で（2011年）
- ハンナ・アーレント（2013年）